# 福井県道32号清水美山線
福井県道32号清水美山線（ふくいけんどう32ごう しみずみやません）は、福井県福井市を通る県道（主要地方道）である。

## 概要

### 路線データ
- 起点 : 福井県福井市大森町（福井県道6号福井四ヶ浦線交点）
- 終点 : 福井県福井市（国道158号交点）

## 歴史
- 1993年（平成5年）5月11日 - 建設省から、県道大森神明停車場線の一部・県道真栗花堂線の一部・県道三尾野浅水線・県道鯖江丸岡線の一部・県道浅水越前東郷停車場線の一部・県道脇三ヶ福井線の一部・県道篠尾勝山線の一部が清水美山線として主要地方道に指定される[1]。
- 2023年（令和5年）6月24日 - 文殊跨道橋（福井市大土呂町 - 半田町、417 m）が開通する[2]。

## 路線状況
旧丹生郡清水町と、旧足羽郡美山町を結ぶ福井市南部の東西路。中間部で国道8号（福井バイパス）と直交している。
福井市大土呂町 - 同市徳光町間は現道と新道に分かれている。
この区間の現道はハピラインふくい線の大土呂駅前を経由するが、狭隘区間があるとともに、ハピラインふくい線との平面交差部である半田踏切の区間は、2023年6月24日に新道の鉄道（当時はJR西日本北陸本線）との立体交差となる文殊跨道橋（アンダーパス）区間の供用開始とともに柵を設置して立ち入りできなくなり、その後踏切警報機・遮断機も撤去、踏切道部分の県道指定は残っているものの事実上の廃止状態にあり、線路の東西間は新道でのみ往来可能となっている。そのため線路西側と大土呂駅付近（福井県道195号大土呂停車場河北線含む）との間では迂回が生じる。

### 重複区間
- 福井県道28号福井朝日武生線（福井市坪谷町 - 福井市真栗町）
- 福井県道229号福井鯖江線（福井市浅水町 - 福井市今市町）
- 福井県道31号篠尾勝山線（福井市脇三ケ町 - 福井市田尻町）
- 福井県道18号鯖江美山線（福井市安波賀町 - 福井市田尻町）
- 国道158号（福井市市波町  - 福井市田尻町）

### 道の駅
- 一乗谷あさくら水の駅 - 福井県道31号篠尾勝山線重複区間内

## 地理

### 通過する自治体
- 福井市

### 交差する道路
- 福井県道6号福井四ヶ浦線（福井市大森町、起点）
- 福井県道265号ふくい健康の森線（福井市坪谷町）
- 福井県道28号福井朝日武生線（旧丹南広域農道）（福井市真栗町 - ＜重複＞ - 真栗交差点）
- 福井県道182号三尾野別所線・福井県道252号三尾野鯖江線（福井市三尾野町）
- 福井県道229号福井鯖江線 フェニックス通り（福井市浅水町・浅水駅前交差点  - ＜重複＞ - 同市今市町・今市交差点）
- 国道8号 福井バイパス（福井市大土呂町・大土呂交差点）
- 福井県道195号大土呂停車場河北線（福井市半田町・大土呂停車場 - ＜重複＞ - 同市半田町）
- 福井県道208号徳光鯖江線（福井市徳光町）
- 福井県道116号徳光福井線（福井市徳光町）
- 福井県道25号福井今立線（福井市田中町・田中交差点）
- 福井県道180号東郷福井線（福井市東郷二ケ町）
- 福井県道31号篠尾勝山線（福井市脇三ケ町 - ＜重複＞ - 同市田尻町、終点）
- 福井県道18号鯖江美山線（福井市安波賀町 - ＜重複＞ - 同市田尻町、終点）
- 国道158号＜新道＞（福井市三万谷町）
- 国道158号＜現道＞（福井市高田町 - ＜重複＞ - 同市田尻町、終点）
- 国道364号（北方向は福井県道31号篠尾勝山線 重複）（福井市田尻町、終点）

### 沿線にある施設など
- 灯篭見坂 - 旧県道区間の峠
- 日野川 - 清水山橋
- 福井鉄道福武線 浅水駅
- ハピラインふくい線 大土呂駅
- 福井県立一乗谷朝倉氏遺跡博物館
- JR越美北線（九頭竜線） 一乗谷駅
- 足羽川